# أيمن الحسوني
أيمن الحسوني (مواليد 22 فبراير 1995، الدار البيضاء) لاعب كرة قدم مغربي، يشغل مركز صانع ألعاب ومهاجم، يعد اللاعب واحد من أبرز خريجي أكاديمية نادي الوداد الرياضي.

## مسيرته الكروية
سطع نجمه بعد أن منحه المدرب السابق للفريق التونسي فوزي البنزرتي ثقة كبيرة للعب أساسيا في مباريات مهمة سواء على مستوى  الدوري المغربي أو على مستوى دوري أبطال أفريقيا، وقد تميز أيمن بإتقانه للمراوغات ودقة التمرير.

## الإنجازات
الوداد الرياضي
- البطولة الوطنية المغربية (5) : 2015، 2017، 2019، 2021، 2022
- دوري أبطال إفريقيا :
  -  البطل : 2022
  -  الوصيف : 2019، 2023
- كأس السوبر الإفريقي :
  -  البطل : 2018
  -  الوصيف : 2022

## روابط خارجية
- أيمن الحسوني على موقع قاعدة بيانات كرة القدم.إي يو (الإنجليزية)
- أيمن الحسوني على موقع ناشيونال فوتبول تيمز (الإنجليزية)
- أيمن الحسوني على موقع Soccerway.com (الإنجليزية)
- أيمن الحسوني على موقع عالم كرة القدم.نت (الإنجليزية)
- أيمن الحسوني على موقع كووورة